# Mount Anne, Tasmanien

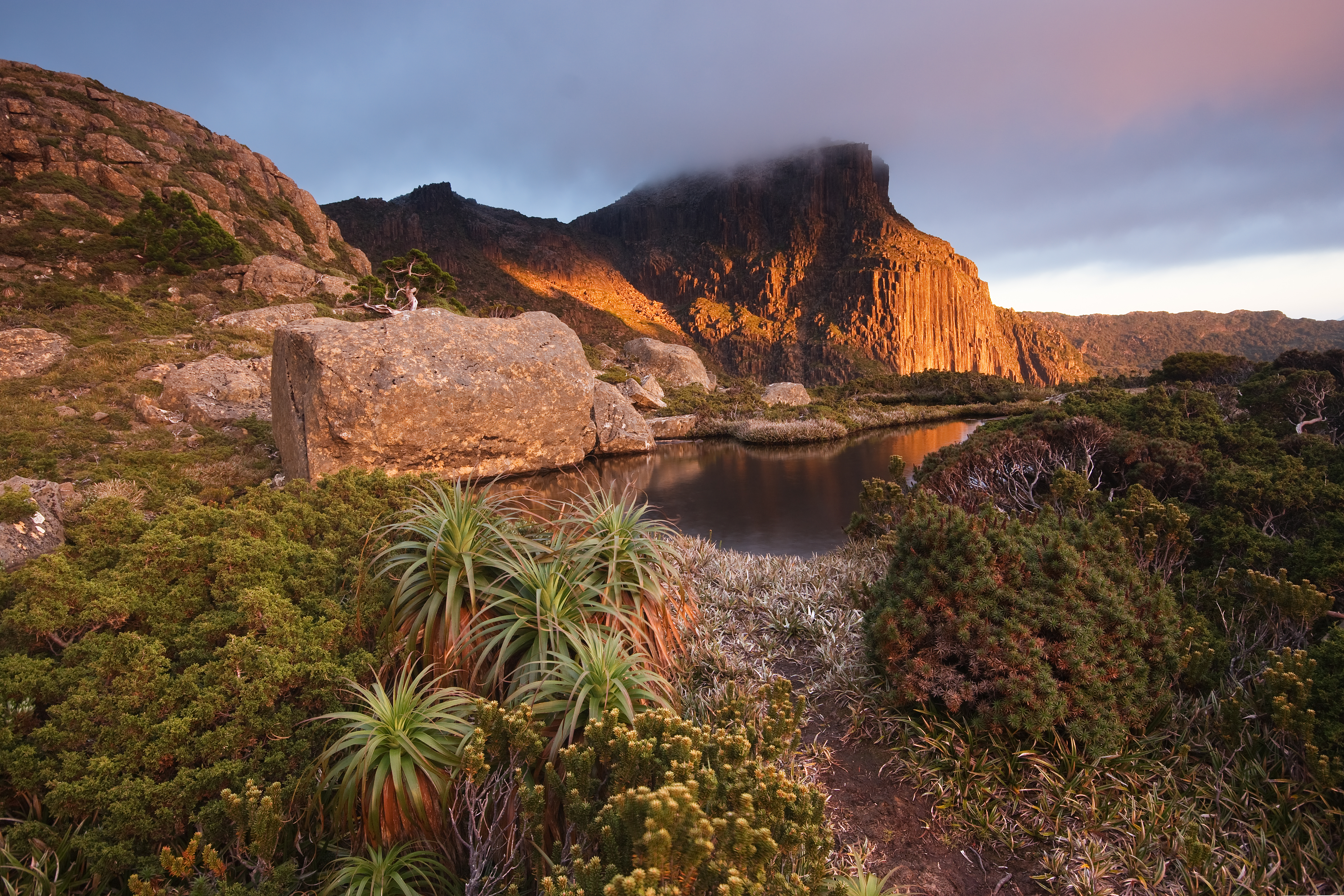
Alpint hedlandskap vid High Shelf Camp nära Mount Anne.

Mount Anne är ett berg i Australien. Det ligger i regionen Derwent Valley och delstaten Tasmanien, i den sydöstra delen av landet, omkring 74 kilometer väster om delstatshuvudstaden Hobart. Toppen på Mount Anne är 1 423 meter över havet.
Mount Anne är den högsta punkten i trakten. Trakten runt Mount Anne är nära nog obefolkad, med mindre än två invånare per kvadratkilometer.. Det finns inga samhällen i närheten.
I omgivningarna runt Mount Anne växer i huvudsak städsegrön lövskog. Genomsnittlig årsnederbörd är 1 573 millimeter. Den regnigaste månaden är september, med i genomsnitt 197 mm nederbörd, och den torraste är februari, med 62 mm nederbörd.